# Aéroport Platov
L'aéroport Platov (code IATA : ROV • code OACI : URRP) (russe : Аэропорт «Платов») est un aéroport situé à proximité de la stanitsa de Grushevskaya, raïon d'Aksaï, oblast de Rostov, en Russie, près de la ville de Novotcherkassk au nord-est de Rostov-sur-le-Don. Il remplace l'ancien aéroport de Rostov-sur-le-Don. Il a été inauguré en décembre 2017. Il est nommé d'après Matvei Platov.
Le nouvel aéroport a une capacité de 5 millions de passagers par an. Azimuth sera la principale compagnie desservant l'aéroport. L'aéroport a été inauguré le 27 novembre 2017 et a commencé à être réellement au service des passagers le 7 décembre 2017,. L'ancien aéroport a cessé toutes ses activités le 1er mars 2018.

## Histoire

### Choix du nom
Initialement, le nom du projet est « Yuzhny » (le Sud, en français). Au cours de la procédure de vote pour le nouvel aéroport de nom, « Platov » a été le premier choix, avec 40 % du total des votes, alors que « Yuzhny » et « Rostov-sur-le-Don International » ont reçu respectivement 27 % et 34 %. Par conséquent, le 20 janvier 2017, le gouvernement de la fédération de Russie a officiellement nommé l'aéroport « Aéroport International Platov », en l'honneur de Matvei Platov, un général russe commandant des Cosaques du Don.

### Certification et ouverture
À la fin de septembre 2017, la construction de l'aéroport a été terminée. Puis, le 16 octobre, Rosaviation a approuvé le nouvel aéroport. Le 18 novembre, le premier avion Airbus A319 de Rossiya Airlines et Sukhoi Superjet 100 de l'Azimuth ont atterri à l'aéroport,,. Le 27 novembre, Platov a reçu son code IATA ROV à partir de l'aéroport actuel, alors que l'ancien aéroport a reçu un nouveau code IATA RVI,.
L'aéroport a été inauguré officiellement le 7 décembre 2017, à 11:00, avec le premier passager de vol de Pobeda Boeing 737-800 arrivant de Moscou–Vnukovo, à la suite avec d'autres vols intérieurs et internationaux.
Au moment de la construction, Platov a été désigné le plus cher aéroport de Russie,.

## Installations

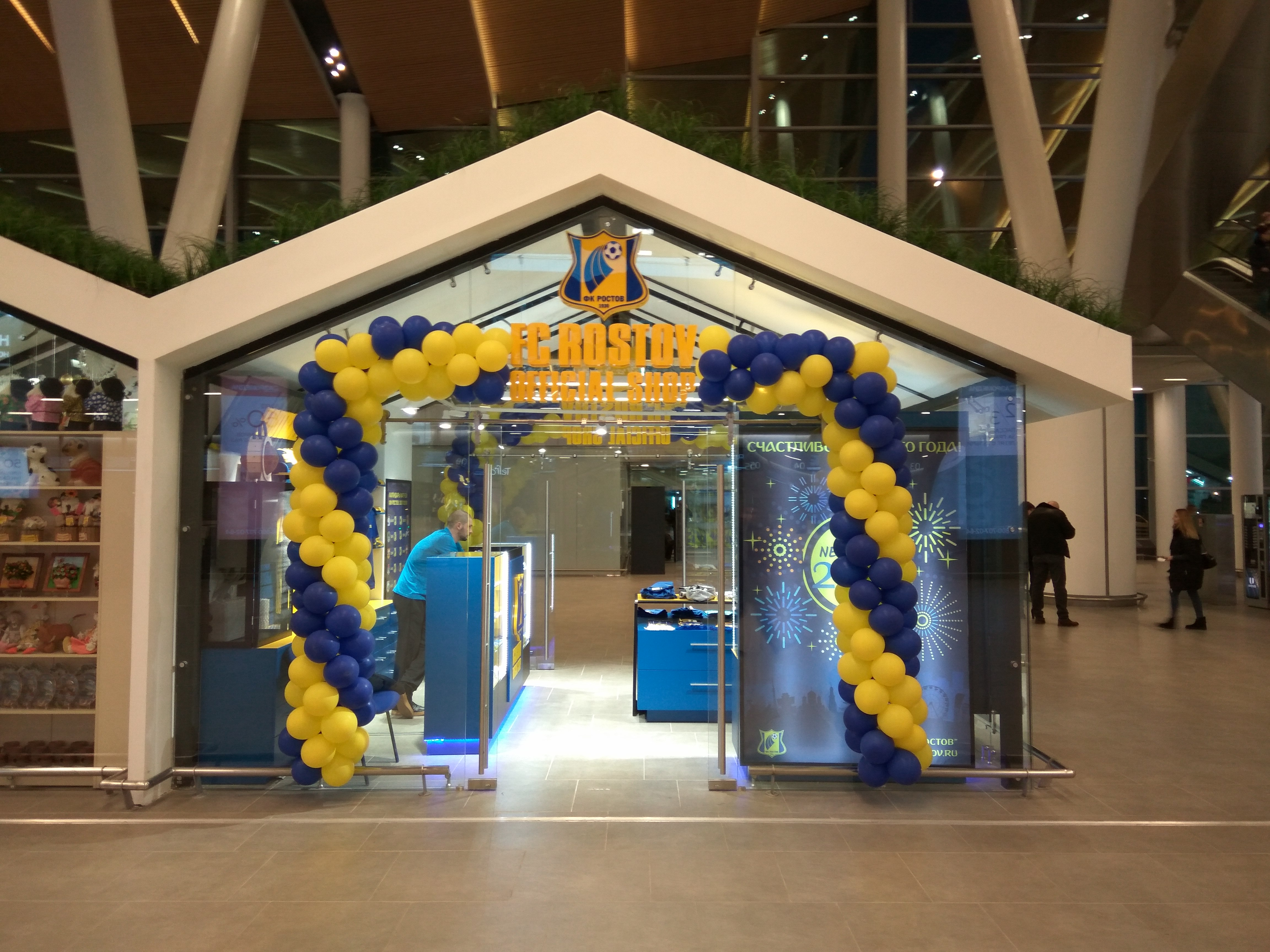
"Le FC Rostov" boutique des fans à l'arrivée dans la zone

### Terminal passagers principal
Le terminal de l'aéroport a une superficie de 50 000 m2. L'unique terminal dispose de 9 portes d'embarquement. En outre, l'aéroport comprend un terminal pour le fret et un terminal VIP d'une superficie de 2 880 m2. Le parking est construit pour accepter un nombre maximum de 2 500 voitures.

### Terminal VIP
L'aéroport sera également avoir un terminal VIP, avec une superficie totale de 2 880 m2. Actuellement[Quand ?]le complexe est encore en construction et devrait être ouvert au début de 2018. Le terminal accueille un nombre maximum de 65 passagers, avec un coin salon.

## Statistiques
Pour des raisons techniques, il est temporairement impossible d'afficher le graphique qui aurait dû être présenté ici.

Voir la requête brute et les sources sur Wikidata.

## Compagnies aériennes et destinations

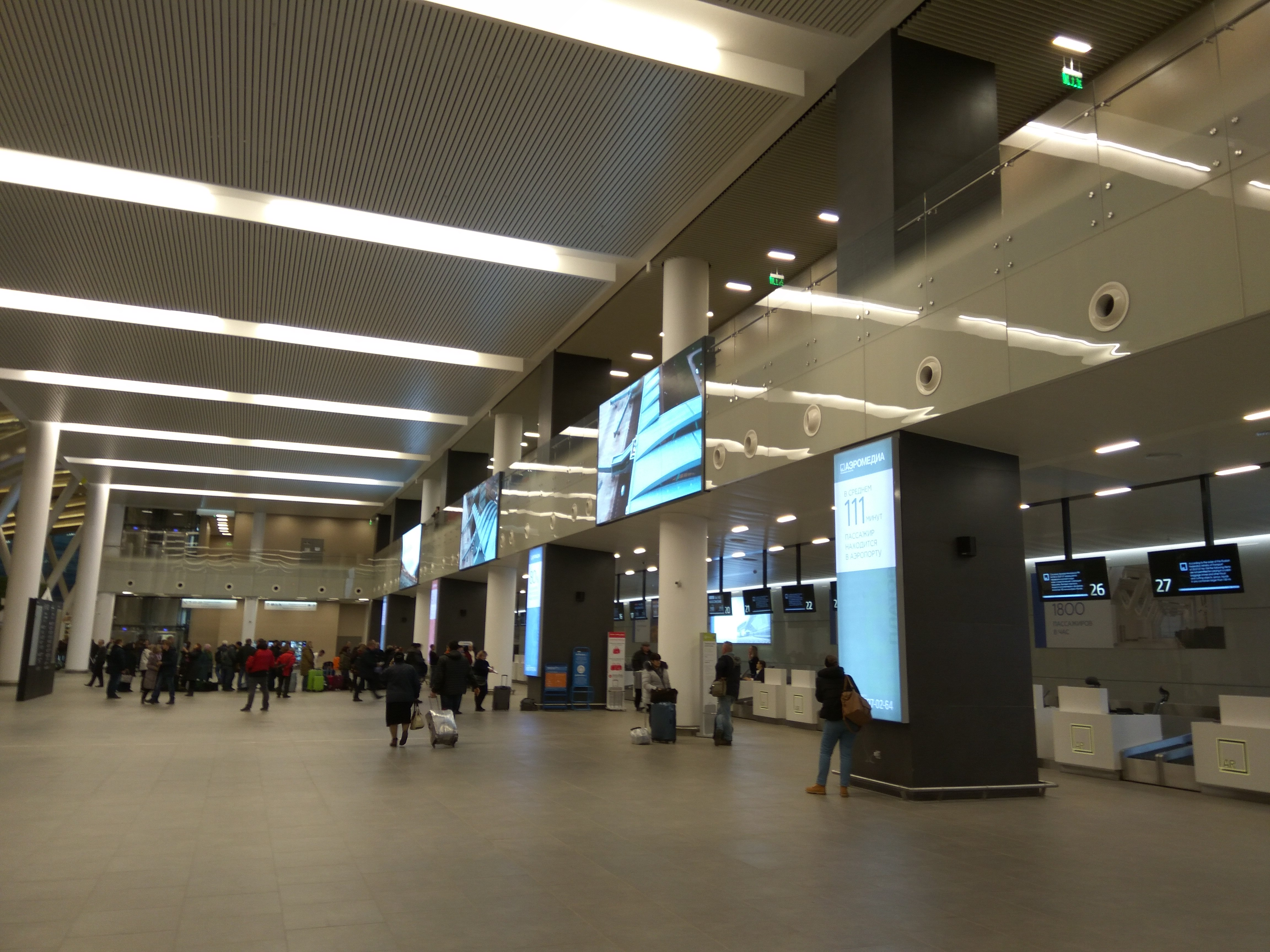
Zone d'enregistrement.

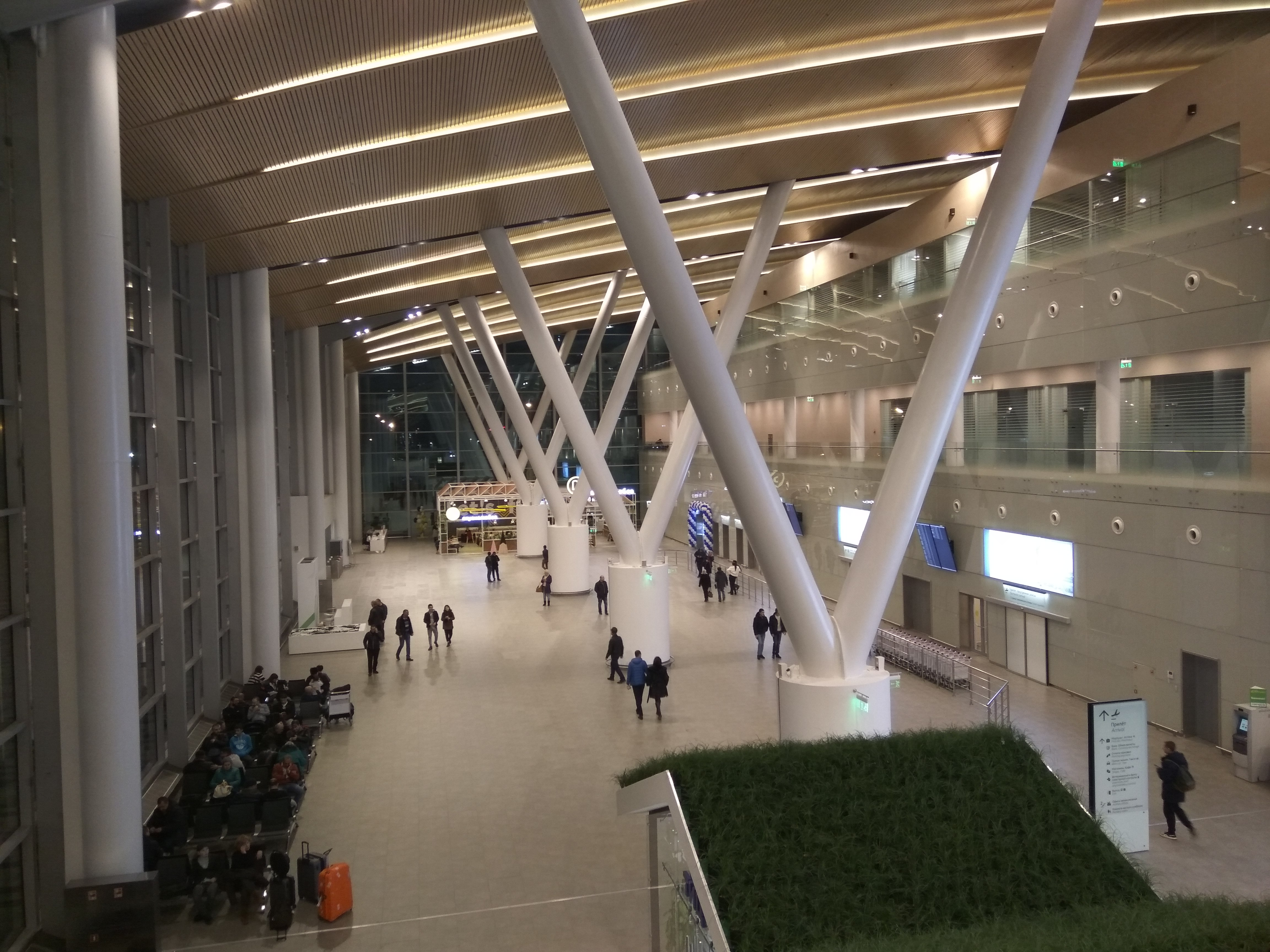
Hall des arrivées.

Tous les vols réguliers et charters ont été transférés à l'aéroport Platov le 7 décembre 2017 à 11 h. Le 1er mars 2018, l'ancien aéroport allait être officiellement fermé.
| Compagnies                  | Destinations |
| --------------------------- | --- |
| Aeroflot                    | Moscou Chérémétiévo, Moscou-Vnoukovo, Simféropol, Saint-Pétersbourg-Poulkovo, Tel Aviv - Ben Gourion                                                                          |
| Alrosa Mirny Air Enterprise | En saison : Mirny, Novossibirsk-Tolmatchevo |
| AtlasGlobal                 | En saison charter : Antalya, Dalaman |
| Azimuth                     | Makhatchkala, Moscou-Vnoukovo, Nijni Novgorod-Strigino , Novossibirsk-Tolmatchevo, Samara-Kouroumotch, Saint-Pétersbourg-Poulkovo, Sotchi-Adler                               |
| Azur Air                    | En saison charter : Amritsar-Guru-Ram-Das, Antalya, Dalaman, Dubaï Al Maktoum, Djerba-Zarzis , Enfidha-Hammamet, Goa-Dabolim, Phuket                                          |
| Belavia                     | Minsk , |
| Corendon Airlines           | En saison charter : Antalya |
| Czech Airlines              | Prague-Václav-Havel |
| Ellinair                    | En saison : Corfou-I. Kapodístrias, Thessalonique-Makedonía |
| flydubai                    | Dubaï |
| I-Fly                       | En saison charter : Antalya |
| NordStar                    | Norilsk-Alykel, Iékaterinbourg-Koltsovo |
| Nordwind Airlines           | Moscou Chérémétiévo |
| Onur Air                    | Istanbul En saison charter : Antalya, Bodrum-Milas, Gazipaşa-Alanya |
| Pegas Fly                   | En saison charter : Phuket |
| Pobeda                      | Batoumi-A. Kartveli, Moscou-Vnoukovo, Saint-Pétersbourg-Poulkovo, Tbilissi-C. Roustavéli, Gyumri                                                                              |
| Red Wings Airlines          | En saison charter : Antalya |
| Royal Flight                | En saison charter : Antalya, Barcelone-El Prat , Dubaï Al Maktoum, Goa-Dabolim, Rhodes-Diagoras                                                                               |
| S7 Airlines                 | Moscou-Domodédovo, Novossibirsk-Tolmatchevo |
| Turkish Airlines            | Istanbul |
| Ural Airlines               | Khodjent, Moscou-Domodédovo, Saint-Pétersbourg-Poulkovo, Erevan-Zvarnots En saison : Simféropol , En saison charter : Antalya, Bologne-Borgo Panigale, Tel Aviv - Ben Gourion |
| Utair                       | Makhatchkala, Moscou-Vnoukovo, Sotchi-Adler |
| Uzbekistan Airways          | Tachkent |
| Yamal Airlines              | Tcheliabinsk-Balandino, Mineralniye Vody, Samara-Kouroumotch, Tioumen-Roshchino                                                                                               |

Édité le 13/04/2018